# 1919 في كندا
فيما يلي قوائم الأحداث التي وقعت خلال عام 1919 في كندا.

## سياسة

### تعيين في المنصب
- 1 يناير – ليونيل هربرت كلارك Lieutenant Governor of Ontario [الإنجليزية]‏.
- 1 يناير – هاري نيكسون عضو برلمان مقاطعة أونتاريو.
- 17 فبراير – دانيال دونكان ماكنزي زعيم المعارضة الرسمية [الإنجليزية]‏.
- 20 أكتوبر – بيتر سميث عضو برلمان مقاطعة أونتاريو.

### انتهاء فترة المنصب
- 7 أغسطس – دانيال دونكان ماكنزي زعيم المعارضة الرسمية [الإنجليزية]‏.

## مواليد

### يناير
- 1 يناير – إليزابيث هاميلتون مبارزة بالسيف كندية.
- 1 يناير – جيرار ديسرواسير أمين مكتبة كندي.
- 1 يناير – دون روبنسون سياسي كندي.
- 1 يناير – روث إبيروبرتس ناقدة أدبية كندية.
- 1 يناير – شيري روبرتسون مدرب كرة قاعدة من الولايات المتحدة الأمريكية.
- 1 يناير – لانس بف درّاج طريق كندي.
- 20 يناير – لوسيل دومون
- 23 يناير – فرانسيس باي ممثلة كندية.

### فبراير
- 1 فبراير – أرتي سينجر
- 8 فبراير – ليه كولفين لاعب هوكي جليد كندي.
- 18 فبراير – روبرت جي. إل. وايت مؤرخ كندي.
- 19 فبراير – روس كينغ لاعب هوكي جليد كندي.

### مارس
- 5 مارس – فريدريك ألان إيكمان طيار بطل كندي.
- 6 مارس – أندرو ليتل سياسي كندي.
- 10 مارس – دبليو. روجر غراهام مؤرخ كندي.
- 16 مارس – الكسندر هاميلتون مكدونالد سياسي كندي.
- 21 أغسطس – مارسيل لامبرت سياسي كندي.
- 24 مارس – كونراد أبوت
- 27 مارس – دوغلاس ستيوارت مونتير كندي.

### أبريل
- 15 أبريل – بيل جيل لاعب كرة قدم كندي.
- 15 أبريل – غوردون هان سياسي أمريكي.
- 21 أبريل – روجر دوسيت مغني أوبرا كندي.
- 30 أبريل – تيد سكوت قس كندي.

### مايو
- 1 مايو – وين مورتيمر فنان قصص مصورة كندي.
- 2 مايو – جيرار لامي سياسي كندي.
- 3 مايو – بيلي تايلور لاعب هوكي جليد كندي.
- 12 مايو – جيرالد بالز ملحن كندي.
- 12 مايو – هانس جورج أندرسن دبلوماسي آيسلندي.
- 14 مايو – سولانج تشابوت رولاند سياسية كندية.
- 15 مايو – باك ماكنير
- 16 مايو – آرثر ريان سميث سياسي كندي.
- 22 مايو – كلارا توماس
- 23 مايو – فرانك غروس
- 29 مايو – جاك غينست طبيب كندي.

### يونيو
- 4 يونيو – ألان كونتز لاعب هوكي جليد كندي.
- 13 يونيو – دانيال لانغ سياسي كندي.
- 19 يونيو – جيرار ديون كهنوت كندي.
- 29 يونيو – ويليام ألين سياسي كندي.

### يوليو
- 1 يوليو – بيل كامبل سياسي كندي.
- 15 يوليو – دوغ أنتوني سياسي أسترالي.
- 19 يوليو – بوب كارس لاعب هوكي جليد كندي.
- 24 يوليو – دبليو. إس. كينيدي جونز سياسي كندي.
- 27 يوليو – جاك مان لاعب هوكي جليد كندي.

### أغسطس
- 19 أغسطس – روبرت غوردون روجرز مدير كندي.
- 21 أغسطس – مارسيل لامبرت سياسي كندي.
- 25 أغسطس – جان بيار ماسون ممثل كندي.
- 31 أغسطس – فيرن غوثير لاعب هوكي جليد كندي.

### سبتمبر
- 1 سبتمبر – غلاديس ديفيس لاعبة كرة قاعدة من الولايات المتحدة الأمريكية.
- 4 سبتمبر – إميل بوشارد لاعب كرة قدم أمريكية.
- 16 سبتمبر – لورنس جاي بيتر
- 19 سبتمبر – دوغ فيشر سياسي كندي.

### أكتوبر
- 11 أكتوبر – دوغلاس ألبرت مونرو
- 15 أكتوبر – روس ويلسون لاعب هوكي جليد كندي.
- 16 أكتوبر – إد باهر لاعب كرة قاعدة من الولايات المتحدة الأمريكية.
- 17 أكتوبر – هنري جيمس برايس سياسي كندي.
- 18 أكتوبر – بيير ترودو رئيس وزراء كندا الخامس عشر.
- 21 أكتوبر – روبرت د. ليندسي سياسي كندي.
- 31 أكتوبر – بين ميتكالف

### نوفمبر
- 4 نوفمبر – باتريك لانجفورد
- 6 نوفمبر – نورمان لين
- 8 نوفمبر – هيرب كارنغي لاعب هوكي جليد كندي.
- 12 نوفمبر – جاكي واشنطن موسيقي كندي.
- 14 نوفمبر – ألبرت لودفيغ سياسي كندي.
- 18 نوفمبر – لين كاسيدي لاعب كرة قدم كندي.
- 21 نوفمبر – ويليام س. هاين كاتب خيال علمي كندي.
- 26 نوفمبر – آرثر مالوني سياسي كندي.
- 28 نوفمبر – موريس كامبل لاعب كرلنغ كندي.
- 29 نوفمبر – جو ويدر

### ديسمبر
- 20 ديسمبر – دون كرو
- 23 ديسمبر – غوردون بلير سياسي كندي.
- 25 ديسمبر – باول ديفيد سياسي كندي.

## وفيات

### يناير
- 1 يناير – ستيفن فورنير (مواليد 1852) سياسي كندي.
- 14 يناير – صموئيل كونينغهام (مواليد 1848) سياسي كندي.
- 30 يناير – سام ستيل (مواليد 1849)

### فبراير
- 17 فبراير – ألفرد جيرارد (مواليد 1859) سياسي كندي.
- 17 فبراير – جورج دبليو. براون (مواليد 1860) سياسي كندي.
- 26 فبراير – ساندي فيرغسون (مواليد 1879) ملاكم من الولايات المتحدة الأمريكية.

### مارس
- 9 مارس – ديفيد الكسندر غوردون (مواليد 1858) سياسي كندي.

### أبريل
- 9 أبريل – جوزيف غانيه (مواليد 1854) موسيقي كندي.

### يونيو
- 17 يونيو – ويليام بلير (مواليد 1836) سياسي كندي.

### يوليو
- 16 يوليو – أوغسطين كولن ماكدونالد (مواليد 1837) سياسي كندي.
- 29 يوليو – فريدريك بيترز (مواليد 1851) سياسي كندي.
- 30 يوليو – سيمون فرازير (مواليد 1832) سياسي أسترالي.

### سبتمبر
- 23 سبتمبر – سيث بولوك (مواليد 1849) سياسي أمريكي.

### أكتوبر
- 8 أكتوبر – جون كاميرون (مواليد 1845) سياسي كندي.
- 14 أكتوبر – سيمون هيو هولمز (مواليد 1831) سياسي كندي.
- 29 أكتوبر – تشارلز نابير سميث (مواليد 1866) سياسي كندي.

### ديسمبر
- 6 ديسمبر – بيتر تالبوت (مواليد 1854) سياسي كندي.
- 10 ديسمبر – آرثر بويل (مواليد 1842) سياسي كندي.
- 29 ديسمبر – ويليام أوسلر (مواليد 1849)
- 31 ديسمبر – أندرو ميلر (مواليد 1857) ناشر من الولايات المتحدة الأمريكية.